# Marededeu de Sallent de Sanaüja
La Marededeu de Sallent de Sanaüja és una escultura en alabastre policromat que data de la segona meitat del segle xiv, i exposada actualment al Museu Nacional d'Art de Catalunya.
L'obra és una de les més belles representacions de la Mare de Déu dempeus amb nen de l'art gòtic català, amb unes formes equilibrades i harmòniques.
Tot i que no hi ha constància documental que ho constati de manera fefaent, sempre s'ha considerat que el seu emplaçament originari va ser l'església parroquial de Sant Jaume de Sallent. La seva execució s'ha situat a la segona meitat del segle xiv. Donades les similituds amb la Marededeu de Boixadors (Anoia) que es conserva al Museu Episcopal de Vic, es considera que les dues imatges són obra del mateix artista, fins ara desconegut.
Aquesta imatge va ser comprada entre el 1927 i el 1929 pel col·leccionista barceloní Lluís Plandiura i el 1932, arran d'una greu crisi econòmica que va patir, la va vendre, juntament amb la resta de les seves col·leccions, a la Junta de Museus de Barcelona.
L'evolució de les representacions de la Mare de Déu del romànic, imatges sedents amb actitud majestàtica sostenint el nen a la falda, cap a les figures dempeus representant una dona jove amb expressió acollidora, va ser el resultat de les influències franceses i italianes que en aquesta obra es recullen de manera clara. La imatge combina les funcions devocional i decorativa; revela una relació íntima entre mare i fill, amb una bellesa serena i un ritme harmònic que li dona la suau curvatura de la peça.
La Mare de Déu sosté el nen Jesús al seu costat esquerre, recolzat sobre el maluc en una posició força elevada, amb els caps quasi a la mateixa alçada. El cos de la Mare està inclinat cap a la dreta per equilibrar la composició. Aquesta inclinació produeix una caiguda dels plecs de la túnica que, separats del cos, reforcen l'equilibri.
L'infant subjecta un colom a la mà esquerra, símbol de l'Esperit Sant, i s'agafa amb els dits de la mà dreta als plecs del mantell de la Verge. La Mare de Déu acarona suaument la cama dreta del nen que corre en paral·lel al plec del mantell sobre el pit per trencar la verticalitat dels plecs que cauen en línies amples i elegants.